# Ватра-Дорней
Ватра Дорней (рум. Vatra Dornei, венг. Dornavátra) — город, на северо-востоке современной Румынии, в жудеце Сучава.
В других источниках населённый пункт указывается как Ватра-Дорна, Дорна-Ватра, и так далее. Поселение расположено в исторической области Буковина. Ватра Дорней — пятый по численности населения город жудеца.

## География
Ватра Дорней расположен в северо-западной Молдавии или в северо-восточной Румынии, в юго-западной части жудеца Сучава, на расстоянии 110 км от административного центра жудецы, города Сучава, в 40 км от города Кымпулунг-Молдовенеск, в 85 км от города Бистрица, в 74 км от Гура-Хуморулуй и 52 км от города Броштени.
Ватра Дорней расположен при впадения реки Дорна в реку Бистрица. Город расположен на горах, он считается древнейшим городом-курортом Румынии, в частности, горнолыжным курортом. Ватра Дорней связан с румынской национальной железнодорожной системой и имеет два вокзала, Ватра Дорней и Ватра Дорней Бай, оба исторических памятника. Европейский маршрут E58 пересекает город, который связывает область Молдовы с Трансильванией.

## История
Самое раннее письменное упоминание о городе относится к 1592 году. Вместе с остальной частью Буковины, Ватра Дорней был под властью габсбургской монархии (позже Австро-Венгрия) с 1775 года до 1918 год. Это было периодом развития для города, который стал известным курортом в начале XIX столетия. Между 1925 — 1950 годами, Ватра Дорней был частью прежнего жудеца Кампуланг. С 1950 года, он — часть жудеца Сучава.

## Демография
До 1950-х годов в Ватра Дорней было смешанное население молдаван, румын, украинцев, евреев и немцев. Крупная синагога и живописное еврейское кладбище являются свидетелем еврейского присутствия в области.
Ватра Дорней достиг своего пикового населения в 1992 году, когда приблизительно 18 500 человек жили в пределах города. Согласно переписи 2002 года, общая численность населения составила 16 321 человек. Из этого населения 98,10 % — этнические румыны, 0,66 % — этнические немцы, этнических венгров 0,58 %, этнических цыган 0,33 %, этнических украинцев 0,13 % и этнических евреев 0,06 %.
Согласно переписи 2011 года, население сократилось до 13 659 жителей. Это означает, что Ватра Дорней — пятый по численности город, самый маленький муниципалитет в жудец Сучава.

## Туризм
Ватра Дорней — известный лыжный курорт в Карпатах (Рутенских горах). Есть лыжные спуски вблизи города, они привлекают много туристов в зимний сезон. Ватра Дорней окружен горными лесами, подходящими для альпийского туризма. В конце XIX столетия и в начале XX столетия в Буковине было всего два города-курорта: Ватра Дорней и Солка.
В городе Ватра Дорней много отелей, два музея (этнографический музей и музей естественных наук), некоторые старые здания, которые считают историческими и архитектурными памятниками: казино, две железнодорожных станции, ратуша, источник Сентинела, здание почтового отделения, несколько старых церквей и синагога.

## Известные уроженцы и жители
- Попович, Емельян Александрович (1856—1930) — русинский общественно-политический деятель, публицист, педагог.